# Бухтин, Анатолий Владимирович
Анатолий Владимирович Бухтин — советский хозяйственный деятель.

## Биография
Родился в 1931 году в Сталинграде. Член КПСС.
Окончил Калининградское высшее военно-морское училище.
В 1953—1956 гг. — штурман морской авиации в составе ВВС Тихоокеанского флота.
В 1956—1971 гг. — техник, мастер трансформаторного участка, начальник цеха, заместитель директора, в 1971—1996 гг. — директор Волжского завода электронно-вычислительной техники Министерства электронной промышленности СССР.
Лауреат Государственной премии СССР 1977 года закрытым Постановлением Совета Министров и ЦК КПСС.
Живёт в Волжском.

## Награды
- Орден Октябрьской Революции
- Орден Трудового Красного Знамени
- Орден Знак Почёта